# 洪維國
洪維國（?—?）字敬民，遼宁義县人。中华民国及满洲国政治人物。

## 生平
洪維國毕业于吳淞中國公學法科，历任察哈爾都統署政務厅長、熱河都統署秘书長、北洋政府实业部粮政司長、山海關監督。1933年至1936年，任满洲国財政部次長。